# Lalizolle
Lalizolle – miejscowość i gmina we Francji, w regionie Owernia-Rodan-Alpy, w departamencie Allier.

## Demografia
Według danych na rok 1990 gminę zamieszkiwało 347 osób, a gęstość zaludnienia wynosiła 15 osób/km². W styczniu 2015 r. Lalizolle zamieszkiwało 356 osób, przy gęstości zaludnienia wynoszącej 15,4 osób/km².